# Omar Merlo
Omar Jesús Merlo (Santa Clara de Buena Vista, Provincia de Santa Fe, Argentina, 12 de junio de 1987) es un exfutbolista argentino nacionalizado chileno. Jugaba como defensa central y su último equipo fue Curicó Unido de la Primera División de Chile.

## Trayectoria

### Inicios
Debutó en Primera División, jugando para Colón, el 9 de febrero de 2007. Aquel día, por la primera fecha del Torneo Clausura 2007, su equipo venció por 1-3 a Independiente. En 2008 fue comprado por el Locarno de Suiza y pasó, antes de jugar siquiera un minuto en Europa, a River Plate donde disputó 2 partidos convirtiendo 1 gol. Luego volvió a Colón, donde no logró tener continuidad. Posteriormente pasó a Platense, equipo que militaba en la Primera B Metropolitana, jugando 5 partidos (sin convertir goles). 

### Unión San Felipe
Posteriormente, recala en Unión San Felipe de Chile para disputar el torneo 2011, donde tendría una discreta primera estadía en suelo chileno, disputando 38 encuentros por el cuadro del Aconcagua en 2011, 19 en el Apertura (los 17 de la fase regular y dos de playoffs), 17 en el Clausura y dos en la liguilla de promoción.

### Huachipato

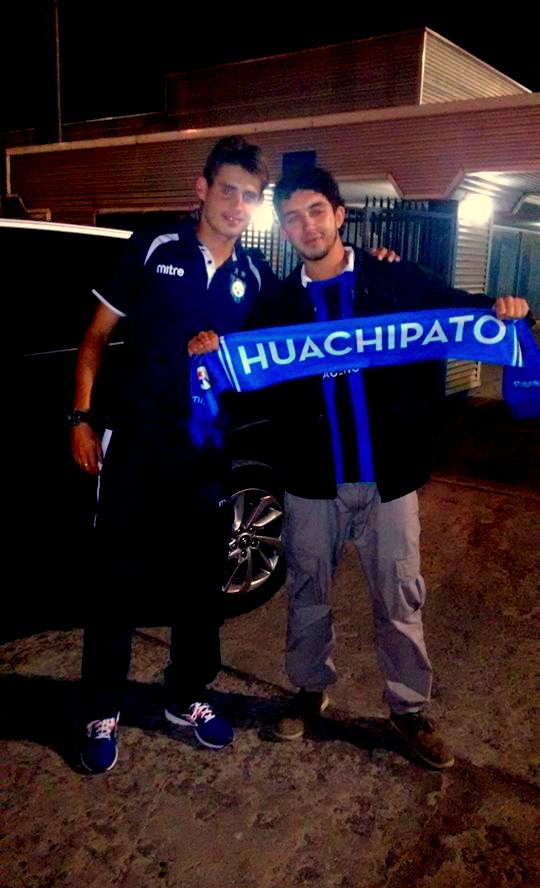
Omar Merlo junto a un hincha de Huachipato a la salida del estadio.

Omar Merlo sería comprado por Huachipato, equipo en el que se corona campeón del Torneo Clausura 2012 tras una dramática definición ante Unión Española, en la cual Merlo sería uno de los protagonistas, luego de anotar el penal que le daba a Huachipato el segundo título en su historia. 
Tras la última definición del tiro penal que Merlo convirtió para la obtención del trabajado título, el jugador se lesionó la rodilla durante la celebración tras una caída, dejándolo fuera de las canchas por varios meses, impidiéndole jugar el inicio del siguiente campeonato.

#### Consagración
Posterior a la obtención del segundo título en la historia del elenco de la Octava Región, Merlo visita su pueblo natal Santa Clara de Buena Vista, ubicada en la provincia de Santa Fe, ahí se le organizó una bienvenida para recibir al flamante campeón chileno del Torneo Clausura 2012 con Huachipato.
Acogido como un héroe, fue una gran y emotiva sorpresa de sus coterráneos, donde hasta la televisión local preparó un informe para el trasandino. Omar Merlo declara que siente mucho apego a su origen y que siempre lleva en el corazón a su pueblo.
Merlo, desde su arribo a Chile llevaba siendo titular indiscutido de sus equipos, llegando a la no menor cifra de 78 encuentros jugando desde el comienzo. En Huachipato, la marca personal del defensa tendría un dramático desenlace, ya que perdería la titularidad por 6 meses tras una ruptura de ligamentos cruzados, que le afectó tras la definición del penal que le otorgaría al cuadro de la usina su segundo título de primera división, título que no se ganaba desde 1974, treinta y ocho años después.
Con el paso del tiempo y la titularidad indiscutida, comenzó a portar la jineta de capitán y lo posicionó como un pilar fundamental en la zaga del elenco acerero, importancia que lo consolidó como un jugador icono del equipo.

#### Jugador histórico y nacionalización
Merlo queda grabado en la historia tanto del club como del fútbol chileno, donde se perpetuarán los logros conseguidos y la cantidad de partidos vistiendo la camiseta de Huachipato. Se le considera un referente del elenco de la usina y un jugador histórico del equipo en el nuevo milenio, donde es icono de la institución y el sector de Las Higueras (Talcahuano).

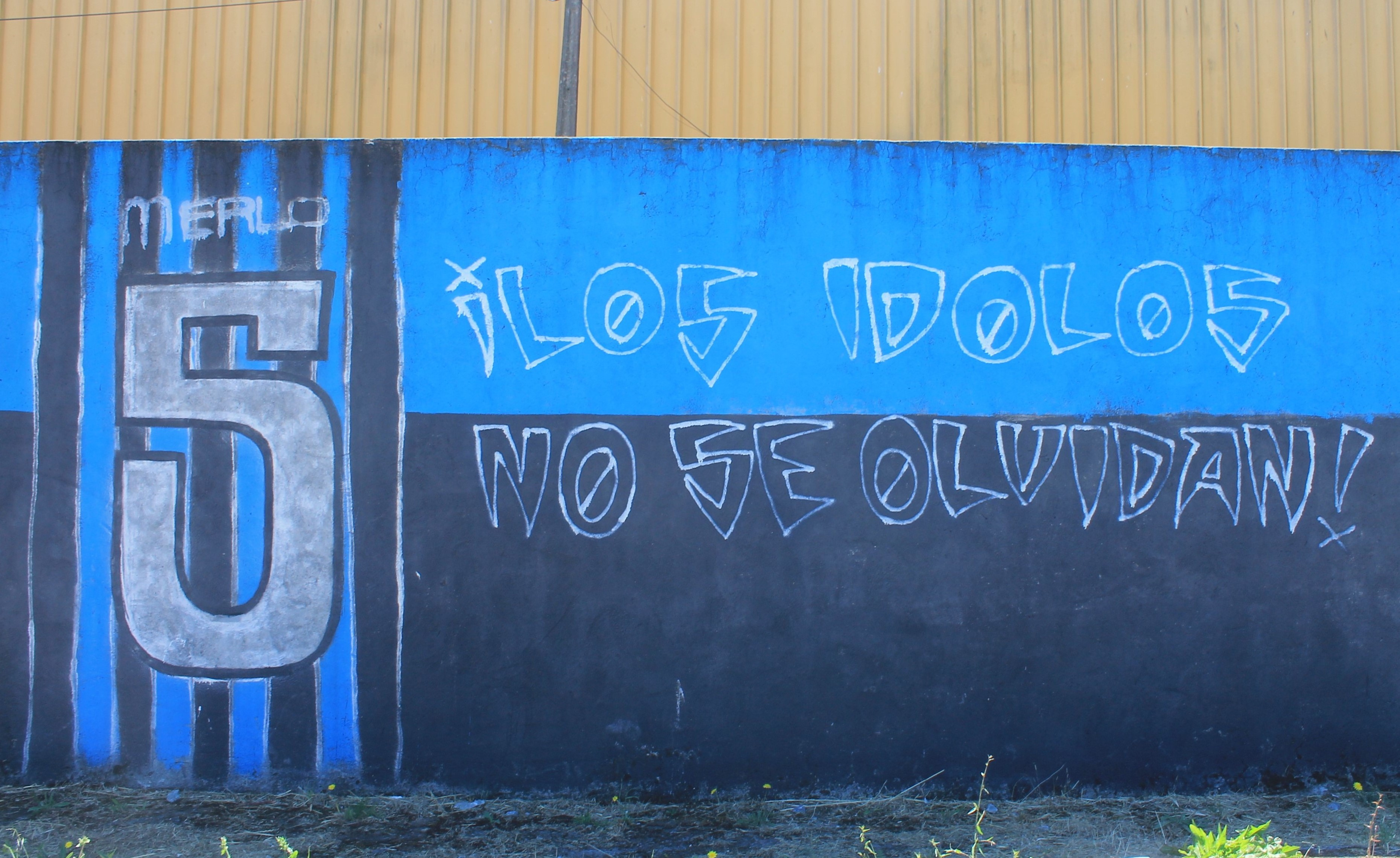
Detalle del mural en honor a Omar Merlo cercano al estadio, en el sector de Las Higueras.

La cercanía de Omar Merlo con los acereros también a conllevado una inevitable cercanía con Chile, relación que se consumaría el martes 25 de abril de 2017, con la nacionalización del trasandino, donde el mismo declara: "Dejé de ser boludo y ahora soy un huevón más". Merlo además recalca el tiempo residiendo: "Ya son más de cinco años desde que estoy acá. Desde que llegué me han tratado muy bien, en mi casa, los vecinos, compañeros. Tengo un hijo chileno, así que son varias las cosas me van vinculando con el país", en sus declaraciones tampoco descartó la posibilidad de jugar por la selección de Chile en su período de actividad.
Omar Merlo fue parte de un grupo que alcanzó un título histórico para el denominado "Campeón del Sur", club que representa al sector obrero de Talcahuano y a la industria siderúrgica. El "Histórico" fue el jugador que otorgó la segunda estrella al elenco de la Octava Región, después de patear el penal decisivo; razón por la cual Omar quedará registrado como uno de los referentes de Huachipato.

### Sporting Cristal
Llega a Sporting Cristal en el 2018 bajo la dirección del técnico chileno Mario Salas donde gana su titularidad en la zaga central y tuvo la oportunidad de marcar un gol a Ayacucho FC. En su primer año con la celeste logró el título del Torneo de Verano, el título del Torneo apertura y el ansiado título nacional 2018. 2 años después gana la Liga 1 consiguiendo su segundo título con el Sporting Cristal.
El 11 de noviembre de 2022, Sporting Cristal, anunció la salida de Omar Merlo, debido a qué, no existió una renovación alguna, sin embargo, y sin lugar a duda, se ganó el cariño y respeto de toda la hinchada 'celeste'.

### Curicó Unido
Luego de 5 temporadas en el fútbol peruano, en enero de 2023 es anunciado como nuevo jugador de Curicó Unido de la Primera División chilena.

## Retiro Profesional
El 25 de enero de 2024 anunció su retirada deportiva del fútbol profesional, a la edad de 36 años, tras tomar una decisión familiar.

## Estadísticas

### Clubes
| Club                     | Temporada     | Liga  | Liga  | Copas nacionales | Copas nacionales | Torneos internacionales | Torneos internacionales | Total | Total |
| Club                     | Temporada     | Part. | Goles | Part.            | Goles            | Part.                   | Goles                   | Part. | Goles |
| ------------------------ | ------------- | ----- | ----- | ---------------- | ---------------- | ----------------------- | ----------------------- | ----- | ----- |
| C. A. Colón Argentina    | 2006-07       | 7     | 0     | —                | —                | —                       | —                       | 7     | 0     |
| C. A. Colón Argentina    | 2007-08       | 15    | 1     | —                | —                | —                       | —                       | 15    | 1     |
| C. A. Colón Argentina    | 2008-09       | 0     | 0     | —                | —                | —                       | —                       | 0     | 0     |
| C. A. Colón Argentina    | 2009-10       | 3     | 0     | —                | —                | —                       | —                       | 3     | 0     |
| C. A. Colón Argentina    | Total         | 25    | 1     | 0                | 0                | 0                       | 0                       | 25    | 1     |
| River Plate Argentina    | 2008-09       | 2     | 1     | —                | —                | —                       | —                       | 2     | 1     |
| River Plate Argentina    | Total         | 2     | 1     | 0                | 0                | 0                       | 0                       | 2     | 1     |
| Platense Argentina       | 2009-10       | 5     | 0     | —                | —                | —                       | —                       | 5     | 0     |
| Platense Argentina       | Total         | 5     | 0     | 0                | 0                | 0                       | 0                       | 5     | 0     |
| Unión San Felipe · Chile | 2011          | 38    | 2     | 6                | 0                | —                       | —                       | 44    | 2     |
| Unión San Felipe · Chile | Total         | 38    | 2     | 6                | 0                | 0                       | 0                       | 44    | 2     |
| Huachipato · Chile       | 2012          | 40    | 0     | 7                | 0                | —                       | —                       | 47    | 0     |
| Huachipato · Chile       | 2013-14       | 29    | 2     | 8                | 0                | —                       | —                       | 37    | 2     |
| Huachipato · Chile       | 2014-15       | 32    | 2     | —                | —                | 6                       | 0                       | 38    | 2     |
| Huachipato · Chile       | 2015-16       | 23    | 1     | 9                | 2                | 2                       | 0                       | 44    | 3     |
| Huachipato · Chile       | 2016-17       | 25    | 1     | 4                | 0                | —                       | —                       | 29    | 1     |
| Huachipato · Chile       | 2017          | 8     | 0     | 6                | 0                | —                       | —                       | 14    | 0     |
| Huachipato · Chile       | Total         | 157   | 6     | 34               | 2                | 8                       | 0                       | 199   | 8     |
| Sporting Cristal · Perú  | 2018          | 43    | 1     | —                | —                | 2                       | 0                       | 45    | 1     |
| Sporting Cristal · Perú  | 2019          | 35    | 2     | 5                | 0                | 10                      | 1                       | 50    | 3     |
| Sporting Cristal · Perú  | 2020          | 30    | 2     | —                | —                | 2                       | 0                       | 32    | 2     |
| Sporting Cristal · Perú  | 2021          | 24    | 3     | 4                | 0                | 10                      | 1                       | 38    | 4     |
| Sporting Cristal · Perú  | 2022          | 1     | 0     | —                | —                | —                       | —                       | 1     | 0     |
| Sporting Cristal · Perú  | Total         | 133   | 8     | 9                | 0                | 24                      | 2                       | 165   | 10    |
| Curicó Unido · Chile     | 2023          | 19    | 1     | 1                | 0                | 2                       | 0                       | 22    | 1     |
| Curicó Unido · Chile     | Total         | 19    | 1     | 1                | 0                | 2                       | 0                       | 22    | 1     |
| Total carrera            | Total carrera | 379   | 17    | 50               | 2                | 34                      | 2                       | 463   | 23    |
| 1.                       |               |       |       |                  |                  |                         |                         |       |       |

## Títulos

### Torneos nacionales
| Título                        | Club             | País      | Año  |
| ----------------------------- | ---------------- | --------- | ---- |
| Primera División de Argentina | River Plate      | Argentina | 2008 |
| Primera División de Chile     | Huachipato       | Chile     | 2012 |
| Torneo de Verano              | Sporting Cristal | Perú      | 2018 |
| Torneo Apertura               | Sporting Cristal | Perú      | 2018 |
| Primera División del Perú     | Sporting Cristal | Perú      | 2018 |
| Primera División del Perú     | Sporting Cristal | Perú      | 2020 |
| Torneo Apertura               | Sporting Cristal | Perú      | 2021 |
| Copa Bicentenario             | Sporting Cristal | Perú      | 2021 |

### Distinciones individuales
| Distinción                                                                           | Año  |
| ------------------------------------------------------------------------------------ | ---- |
| Equipo ideal del Torneo de Verano de Perú según el portal periodístico DeChalaca.com | 2018 |
| Nominado a defensa del año en el Campeonato Descentralizado según la ADFP            | 2018 |
| Mejor once del Campeonato Descentralizado según la SAFAP                             | 2018 |
| Equipo ideal del Torneo Apertura de la Liga 1                                        | 2019 |
| Mejor once de la Liga 1 según la SAFAP                                               | 2019 |
| Equipo ideal de la Liga 1 según Dechalaca.com                                        | 2019 |
| Once ideal de la Liga 1                                                              | 2019 |
| Equipo ideal de la fase 2 (Torneo Clausura) de la Liga 1                             | 2020 |
| Preseleccionado como defensa en el mejor once de la Liga 1 según la SAFAP            | 2020 |
| Once ideal de la Liga 1                                                              | 2020 |
| Once ideal de la Copa Bicentenario según Dechalaca.com                               | 2021 |
| Mejor once de la Liga 1 según la SAFAP                                               | 2021 |

| Predecesor: Claudio Muñoz Camilo | Capitán de Huachipato 2016-2018 | Sucesor: Claudio Sepúlveda |